# Maconcourt (Vosges)
Pour les articles homonymes, voir Maconcourt.
Maconcourt est une commune française située dans le département des Vosges en région Grand Est.
Ses habitants sont appelés les Maconcurtiens.

## Géographie

### Localisation
Village rural ayant conservé son aspect traditionnel, Maconcourt est située aux limites des départements des Vosges et de Meurthe-et-Moselle, à 50 km de Nancy et 45 km d'Épinal dans une région appelée le Haut-Saintois.

### Géologie et relief
La commune se compose de 402,53 hectares de territoires agricoles (81,98 %) et 88,70 hectares de forêts et milieux semi-naturels (18,07 %).

### Hydrographie et les eaux souterraines
Hydrogéologie et climatologie : Système d’information pour la gestion des eaux souterraines du bassin Rhin-Meuse :
Territoire communal : Occupation du sol (Corinne Land Cover); Cours d'eau (BD Carthage),
Géologie : Carte géologique; Coupes géologiques et techniques,
 Hydrogéologie : Masses d'eau souterraine; BD Lisa; Cartes piézométriques.
La commune est située dans le bassin versant de la Meuse au sein du bassin Rhin-Meuse. Elle est drainée par le ruisseau de Sauniaye,.

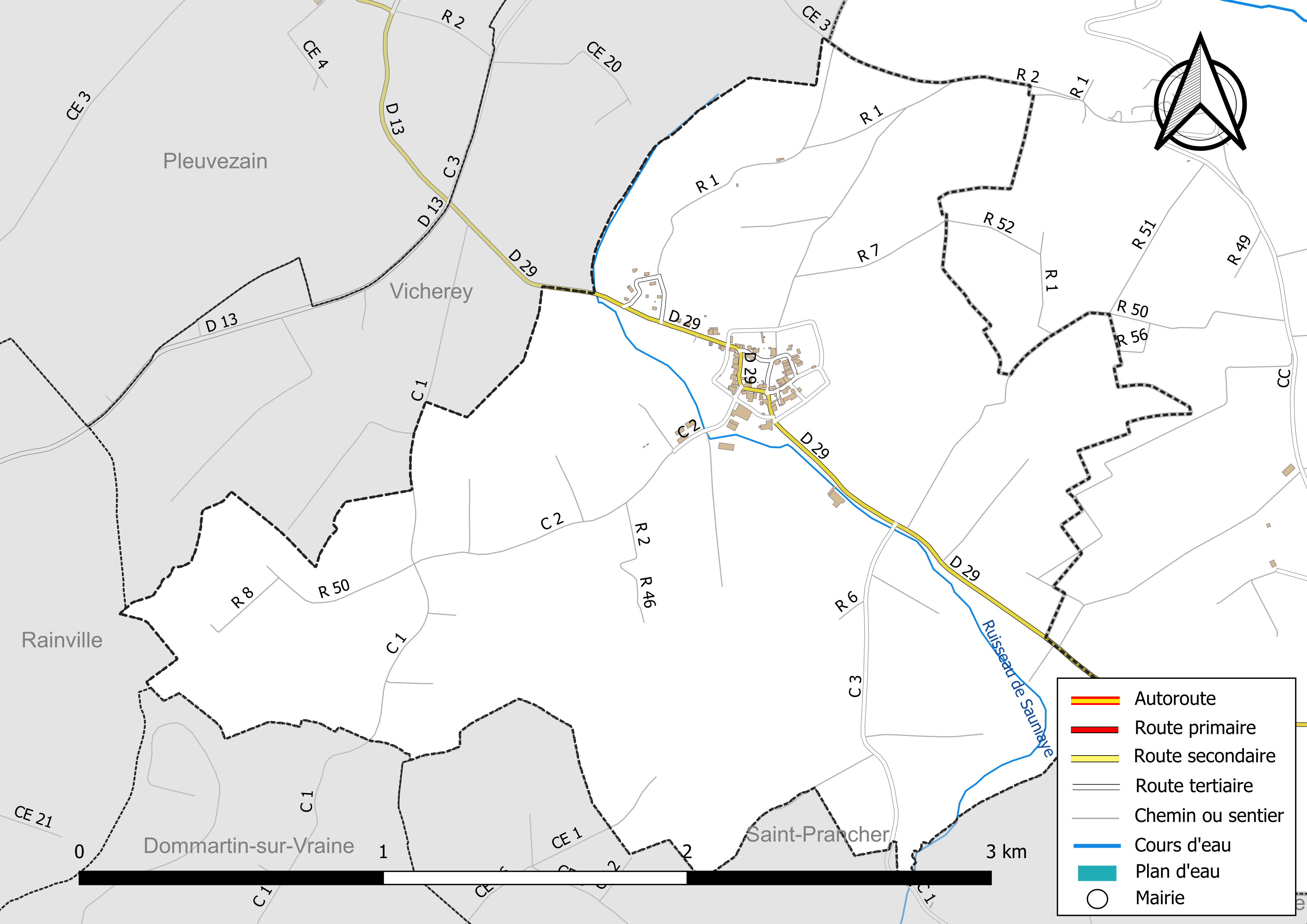
Réseaux hydrographique et routier de Maconcourt.

La qualité des eaux de baignade et des cours d’eau peut être consultée sur un site dédié géré par les agences de l’eau et l’Agence française pour la biodiversité.

### Climat
Pour des articles plus généraux, voir Climat du Grand Est et Climat des Vosges.
En 2010, le climat de la commune est de type climat de montagne, selon une étude du Centre national de la recherche scientifique s'appuyant sur une série de données couvrant la période 1971-2000. En 2020, Météo-France publie une typologie des climats de la France métropolitaine dans laquelle la commune est exposée à un climat océanique altéré et est dans la région climatique  Lorraine, plateau de Langres, Morvan, caractérisée par un hiver rude (1,5 °C), des vents modérés et des brouillards fréquents en automne et hiver. 
Pour la période 1971-2000, la température annuelle moyenne est de 9,5 °C, avec une amplitude thermique annuelle de 16,8 °C. Le cumul annuel moyen de précipitations est de 978 mm, avec 13,2 jours de précipitations en janvier et 9,5 jours en juillet. Pour la période 1991-2020, la température moyenne annuelle observée sur la station météorologique de Météo-France la plus proche, « Rollainville », sur la commune de Rollainville à 15 km à vol d'oiseau, est de 10,3 °C et le cumul annuel moyen de précipitations est de 860,3 mm. 
La température maximale relevée sur cette station est de 39,6 °C, atteinte le 25 juillet 2019 ; la température minimale est de −18,2 °C, atteinte le 20 décembre 2009,,. 
Les paramètres climatiques de la commune ont été estimés pour le milieu du siècle (2041-2070) selon différents scénarios d'émission de gaz à effet de serre à partir des nouvelles projections climatiques de référence DRIAS-2020. Ils sont consultables sur un site dédié publié par Météo-France en novembre 2022.

## Urbanisme

### Typologie
Au 1er janvier 2024, Maconcourt est catégorisée commune rurale à habitat très dispersé, selon la nouvelle grille communale de densité à sept niveaux définie par l'Insee en 2022.
Elle est située hors unité urbaine et hors attraction des villes,.

### Occupation des sols
L'occupation des sols de la commune, telle qu'elle ressort de la base de données européenne d’occupation biophysique des sols Corine Land Cover (CLC), est marquée par l'importance des territoires agricoles (81,8 % en 2018), une proportion identique à celle de 1990 (81,8 %). La répartition détaillée en 2018 est la suivante : 
prairies (58,8 %), terres arables (19,6 %), forêts (18,2 %), zones agricoles hétérogènes (3,3 %). L'évolution de l’occupation des sols de la commune et de ses infrastructures peut être observée sur les différentes représentations cartographiques du territoire : la carte de Cassini (XVIIIe siècle), la carte d'état-major (1820-1866) et les cartes ou photos aériennes de l'IGN pour la période actuelle (1950 à aujourd'hui).

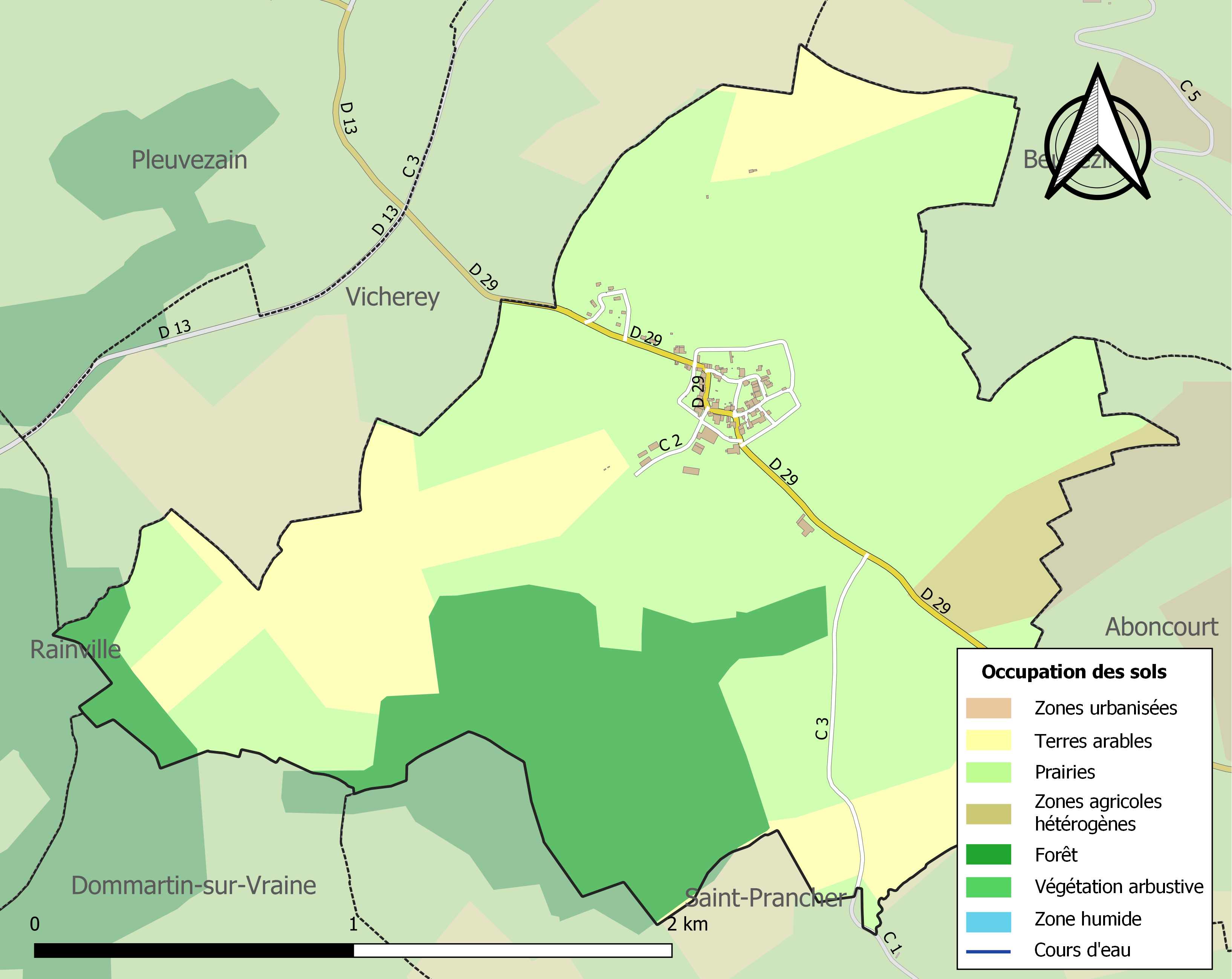
Carte des infrastructures et de l'occupation des sols de la commune en 2018 (CLC).

### Voies de communications et transports

#### Voies routières
- A31 (aussi appelée autoroute de Lorraine-Bourgogne). Échangeurs Châtenois, Colombey-les-Belle, Bulgnéville[15].

#### Transports en commun

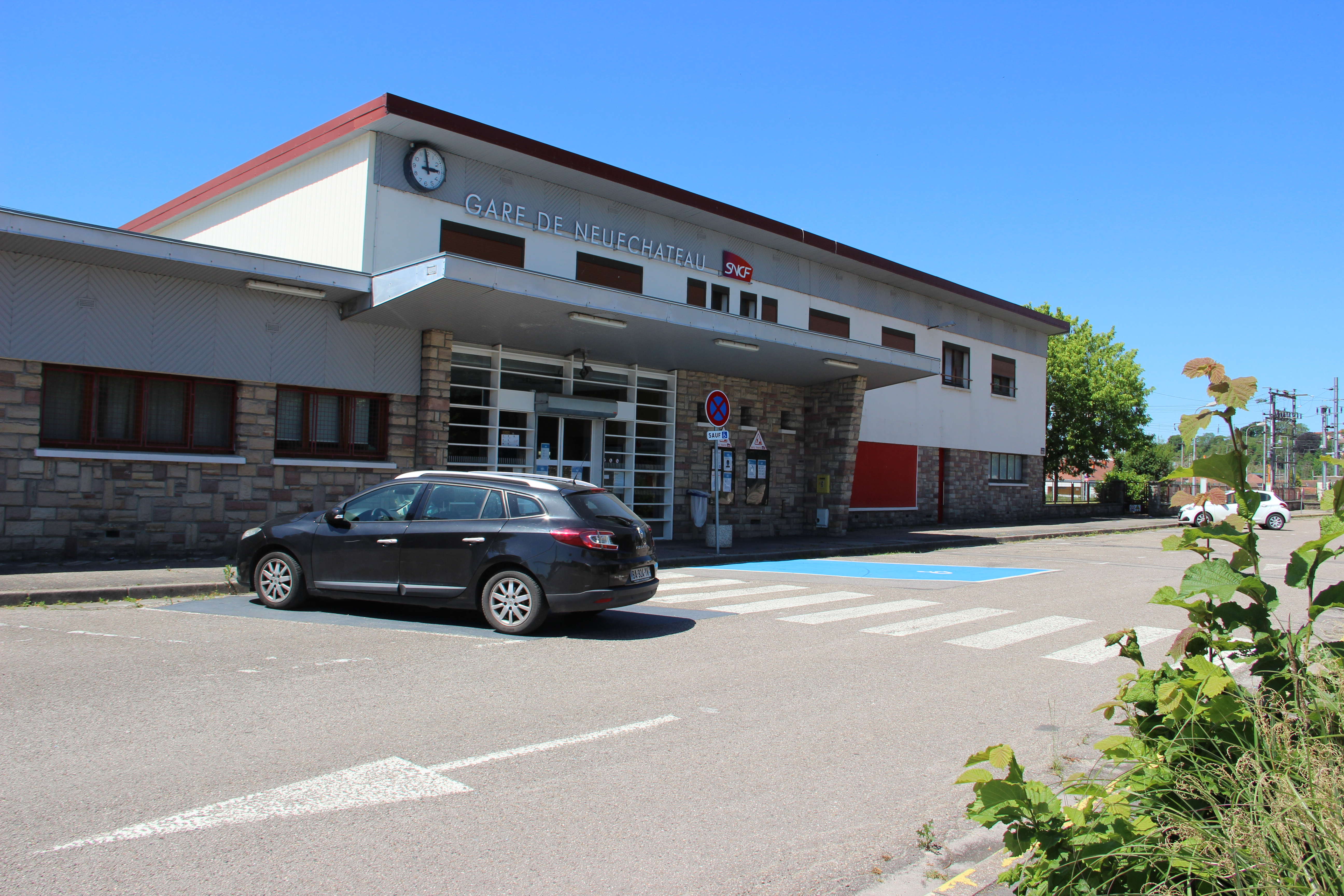
Gare de Neufchâteau.

- Fluo Grand Est.

#### Lignes SNCF
- Gare de Neufchâteau
- Gare de Vittel

#### Transports aériens
- L'Aéroport d'Épinal-Mirecourt « Vosges Aéroport ».

À partir de l'été 2021, l’aéroport d’Épinal-Mirecourt est devenu le "pélicandrome" de la Zone Est et servira ainsi de base de ravitaillement et d’intervention pour les avions bombardiers d’eau connus sous le nom de Dash 8.
- Aéroport de Nancy-Essey.

## Toponymie
Le nom de la localité est attesté sous les formes Radulphus de Maconcort (1308) ; Maconcourt (1504) ; Maconcour (1656).

## Histoire
La via Agrippa (voie romaine construite vers 20 avant Jésus-Chris), réseau de voies romaines en Gaule, dont une vers le Rhin, par Langres et Trèves, de Bagacum Nerviorum à Lonsomma et son intersection à Andemantunnum, passe à proximité de Maconcourt. 
Avant la Révolution française, Maconcourt, comme Vicherey, faisaient partie du diocèse de Toul et du doyenné de Châtenois... Huit 	   communes dépendaient de la paroisse de Vicherey et avaient des vicaires résidents. Le curé habitait le chef-lieu de la paroisse.
Après la Révolution, la commune de Vicherey fut érigée en succursale, avec Pleuvezain et Maconcourt. Les habitants de Maconcourt s'étant refusés à tout arrangement avec ceux de Vicherey, la succursale fut définitivement établie entre Vicherey et Pleuvezain. Maconcourt devint annexe de la paroisse.

## Culture locale et patrimoine

### Lieux et monuments

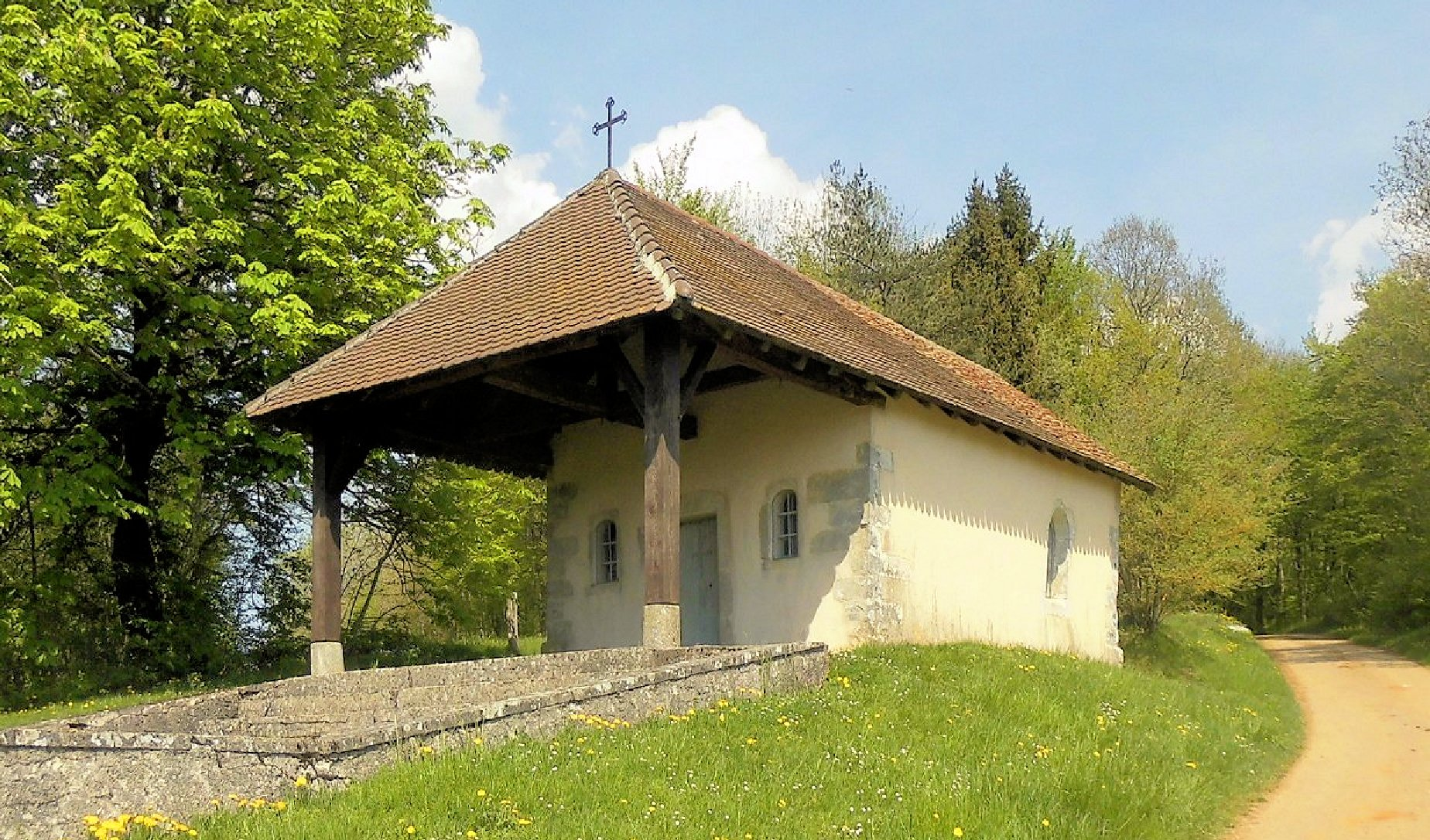
La chapelle Notre-Dame-de-Beauregard, dite chapelle Ferrière.

- L'église consacrée à saint Martin, construite en 1774[22].

horloge et cloches (1867-1872).
Tableau, cadre : Adoration des bergers (l').
- La chapelle Notre-Dame de Ferrières[25] .

et la pietà de Ferrière. Statue : Vierge de Pitié,.
- Croix de chemin du XVIIIe siècle[28].
- Patrimoine rural recensé par le service régional de l'Inventaire général du patrimoine culturel[29],[30].
- Fontaine - lavoir - abreuvoir[31].
- Monument aux morts[32]. Conflits commémorés : Guerres 1914-1918[33] - 1939-1945[34] - Indochine (1946-1954)[35].

### Héraldique
| Blason | Blasonnement : De gueules à trois cailloux d'argent au M d'or en abîme. Commentaires : Il s'agit du blason de la prévôté de Vicherey dont dépendait Maconcourt, auquel on a ajouté un M, initiale de la commune. |

## Politique et administration

### Budget et fiscalité 2023

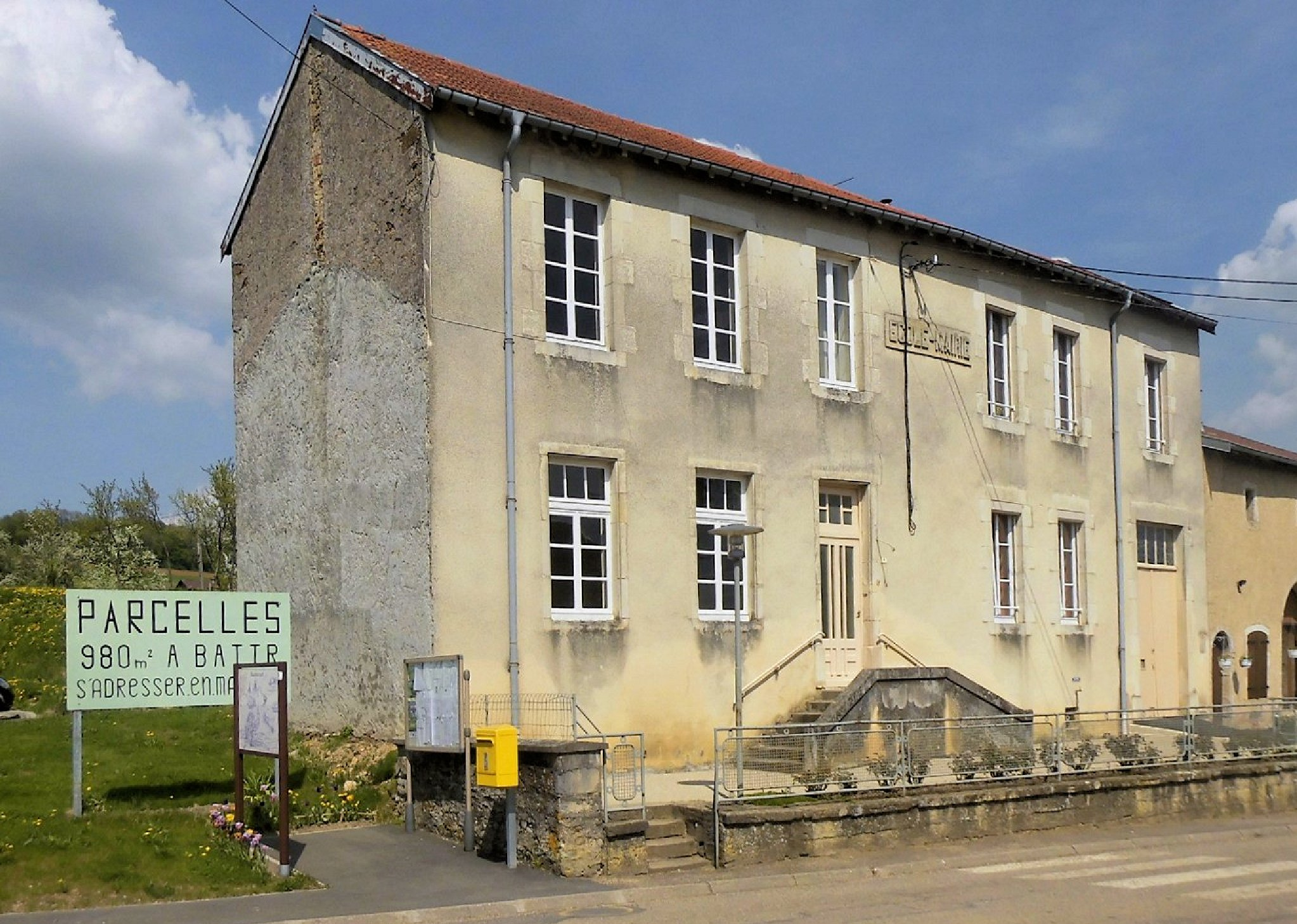
L'école et la mairie.

En 2023, le budget de la commune était constitué ainsi :
- total des produits de fonctionnement : 96 000 €, soit 1 358 € par habitant ;
- total des charges de fonctionnement : 69 000 €, soit 976 € par habitant ;
- total des ressources d'investissement : 6 000 €, soit 86 € par habitant ;
- total des emplois d'investissement : 22 000 €, soit 303 € par habitant ;
- endettement : 0 €, soit 5 € par habitant.

Avec les taux de fiscalité suivants :
- taxe d'habitation : 21,01 % ;
- taxe foncière sur les propriétés bâties : 39,46 % ;
- taxe foncière sur les propriétés non bâties : 18,30 % ;
- taxe additionnelle à la taxe foncière sur les propriétés non bâties : 0,00 % ;
- cotisation foncière des entreprises : 0,00 %.

Chiffres clés Revenus et pauvreté des ménages en 2021 : médiane en 2021 du revenu disponible, par unité de consommation.

## Économie

### Entreprises et commerces

#### Commerces
- Commerces et services de proximité[39].

### Liste des maires
| Période                                  | Période    | Identité             | Étiquette | Qualité                                       |
| ---------------------------------------- | ---------- | -------------------- | --------- | --------------------------------------------- |
| Les données manquantes sont à compléter. |            |                      |           |                                               |
| 1935                                     | 1944       | Joseph Rolin         |           |                                               |
| 1944                                     | 1945       | Charles Henry        |           |                                               |
| 1945                                     | 1946       | Pierre Mangenot      |           |                                               |
| 1947                                     | 1948       | Maurice Moris        |           |                                               |
| 1949                                     | 1959       | Robert Duval         |           |                                               |
| 1959                                     | mars 2001  | Jean-Pierre Voilquin |           | Médecin                                       |
| mars 2001                                | avril 2014 | Christian Laprévotte | DVD       | Artisan                                       |
| avril 2014                               | 2020       | André Duval          |           |                                               |
| 2020                                     | En cours   | Jean-Noël Laprévotte |           | Ancien artisan, commerçant, chef d'entreprise |

## Population et société

### Démographie

#### Évolution démographique
L'évolution du nombre d'habitants est connue à travers les recensements de la population effectués dans la commune depuis 1793. Pour les communes de moins de 10 000 habitants, une enquête de recensement portant sur toute la population est réalisée tous les cinq ans, les populations de référence des années intermédiaires étant quant à elles estimées par interpolation ou extrapolation. Pour la commune, le premier recensement exhaustif entrant dans le cadre du nouveau dispositif a été réalisé en 2007.

En 2022, la commune comptait 67 habitants, en évolution de −14,1 % par rapport à 2016 (Vosges : −2,96 %, France hors Mayotte : +2,11 %).
| 1793 | 1800 | 1806 | 1821 | 1831 | 1836 | 1841 | 1846 | 1856 |
| ---- | ---- | ---- | ---- | ---- | ---- | ---- | ---- | ---- |
| 205  | 189  | 247  | 284  | 282  | 280  | 288  | 289  | 238  |

| 1861 | 1866 | 1876 | 1881 | 1886 | 1891 | 1896 | 1901 | 1906 |
| ---- | ---- | ---- | ---- | ---- | ---- | ---- | ---- | ---- |
| 237  | 238  | 240  | 204  | 205  | 181  | 179  | 173  | 152  |

| 1911 | 1921 | 1926 | 1931 | 1936 | 1946 | 1954 | 1962 | 1968 |
| ---- | ---- | ---- | ---- | ---- | ---- | ---- | ---- | ---- |
| 163  | 137  | 130  | 115  | 116  | 106  | 92   | 101  | 111  |

| 1975 | 1982 | 1990 | 1999 | 2006 | 2007 | 2012 | 2017 | 2022 |
| ---- | ---- | ---- | ---- | ---- | ---- | ---- | ---- | ---- |
| 92   | 88   | 78   | 63   | 88   | 92   | 84   | 75   | 67   |

### Enseignement
Établissements d'enseignements :
- Écoles maternelles et primaires à Pleuvezain, Rainville, Gironcourt-sur-Vraine, Oëlleville, Houécourt.
- Collèges à Châtenois, Mandres-sur-Vair, Mirecourt, Vézelise, Neufchâteau.
- Lycées à Mandres-sur-Vair, Mirecourt, Neufchâteau.

### Santé
Professionnels et établissements de santé :
- Médecins à Vicherey, Gironcourt-sur-Vraine, Châtenois, Diarville, Mirecourt.
- Pharmacies à Vicherey, Gironcourt-sur-Vraine, Châtenois, Diarville, Mirecourt.
- Hôpitaux à Mirecourt, Neufchâteau, Mattaincourt, Vittel, Charmes.

### Cultes
- Culte catholique, Paroisse Saint-Jean-Baptiste-au-Pays-de-Châtenois[48].

## Pour approfondir